# Poropuntius faucis
 Poropuntius faucis és una espècie de peix cipriniforme de la família dels ciprínids.

## Morfologia
Els mascles poden assolir els 4,1 cm de longitud total.

## Distribució geogràfica
Es troba a la conca del riu Chao Phraya (Tailàndia).